# Cock and ball torture
Cock and ball torture (em português: tortura do pênis e dos testículos, geralmente abreviado como CBT) é uma atividade sexual BDSM envolvendo os genitais masculinos. Esse fetiche consiste na aplicação de dor ou constrição à região genital masculina que pode envolver diversas práticas como ballbusting, bondage, trampling, wax play, spanking genital, urethral play, eletroestimulação erótica, agulhas, jogos psicológicos em geral e demais atividades que visam torturar o pênis e os testículos.
As pessoas que participam de tais atividades podem sentir prazer tanto através da aplicação/recebimento da dor física quanto através de humilhação erótica envolvendo a área genital masculina. Palavras de segurança são essenciais para esse tipo de atividade, pois algumas dessas práticas CBT podem trazer riscos à saúde se não forem praticadas de forma sã, segura e consensual.

## O CBT em outros fetiches
A prática do cock and ball torture pode ser incluída em qualquer atividade sexual onde o indivíduo do sexo masculino possa exercer uma função submissa. Os níveis de tortura podem variar dos mais leves até os mais extremos, dependendo do interesse das pessoas envolvidas.

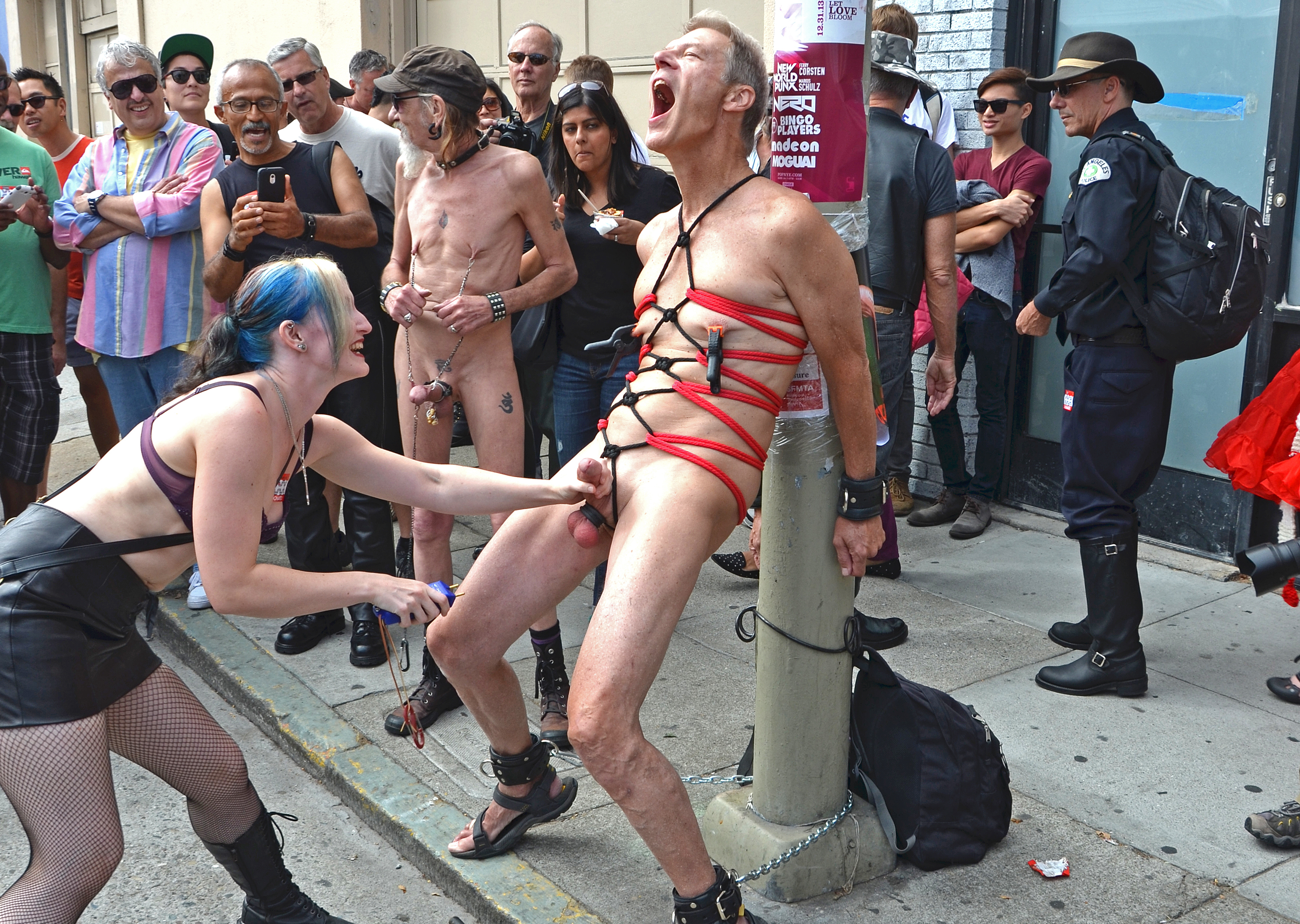
Imagem demonstrando o eletrochoque sendo aplicado no CBT.

O bondage está comumente ligado aos atos que envolvem tortura genital masculina, tanto imobilizando ou restringindo o movimento do submisso quanto utilizando as técnicas de bondage nos próprios órgãos genitais. Quando estão amarrados, os testículos ficam muito mais frágeis a qualquer tipo de impacto e tortura e o pênis fica mais sensível ao toque. Precauções corretas devem ser tomadas nessa prática a fim de evitar problemas de circulação na região.
O fetiche de eletroestimulação também está muitas vezes associado ao exercício da CBT já que os órgãos genitais são frequentes alvos de quem tem interesse nessa prática. Os eletrochoques são geralmente aplicados por um equipamento BDSM conhecido como varinha violeta, mas às vezes também são utilizados outros equipamentos de eletrochoque que não foram desenvolvidos com o propósito de serem usados em práticas sexuais, como o TENS. Além disso, alguns equipamentos especificamente desenvolvidos para o cock and ball torture podem vir acoplados com um sistema capaz de descarregar cargas elétricas.
Há alguns outros fetiches menos comuns que também podem ser usados para torturar o pênis ou os testículos. A ideia do wax play pode ser aplicada no CBT, pois o objetivo dessa prática sexual é introduzir uma leve sensação de queimação na pele através da cera da vela. No fetiche de needle play, os praticantes utilizam agulhas esterelizadas que também podem ser introduzidas nos genitais masculinos. O temperature play é utilizado no CBT quando o submisso recebe algum estímulo de calor ou frio nos órgãos genitais. Em qualquer outra prática sexual onde um homem está como submisso pode ou não haver a prática do cock and ball torture sendo aplicada de alguma forma.

## Vertentes do CBT
Cock and ball torture trata-se de qualquer tipo de fetiche que visa causar algum tipo de tortura consensual aos órgãos genitais masculinos, porém, há diversas formas de causar essas torturas. A prática do CBT pode vir acompanhada de outros fetiches, como humilhação verbal, trampling e principalmente o bondage, mas também há aqueles fetiches específicos que estão diretamente associados ao CBT. E uma pessoa que possui interesse numa vertente do CBT não necessariamente está interessada na prática CBT de forma geral. Abaixo estão listadas algumas dessas vertentes.

### Ballbusting
O ballbusting (também abreviado como bb e conhecido como tamakeri na cultura japonesa) é a vertente mais popular do CBT e um dos fetiches sadomasoquistas mais conhecidos na comunidade BDSM, sendo um termo mais popular do que o próprio cock and ball torture. Nesse fetiche, a aplicação da dor está focada diretamente nos testículos e ela é causada através de alguma forma de impacto ou compressão na região da gônada sexual masculina.

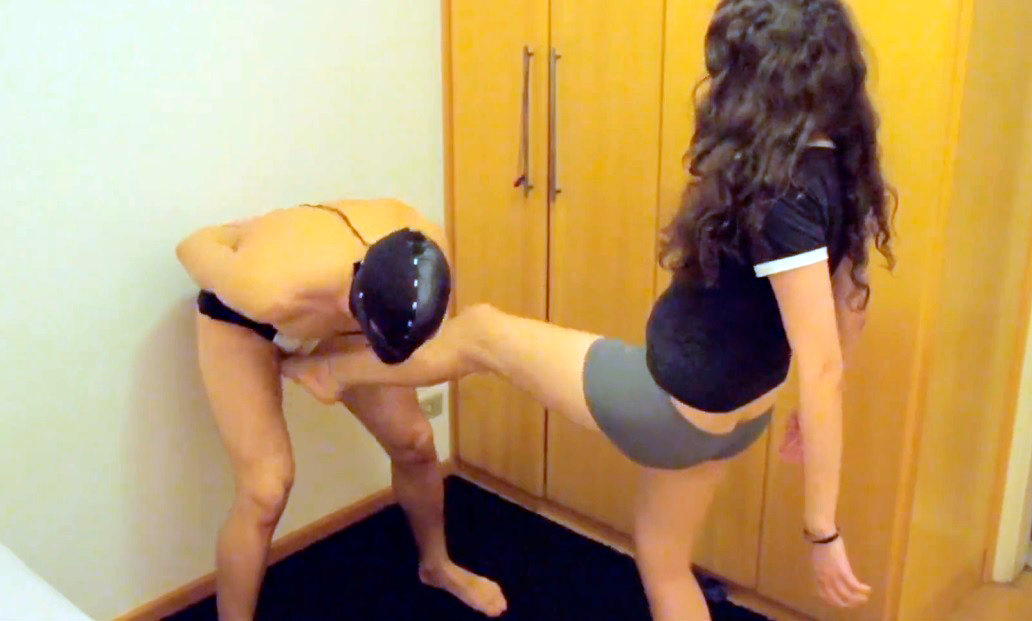
Chute é a técnica mais comum nas práticas de ballbusting.

A dinâmica do ballbusting consiste em uma pessoa assumindo o papel de sádica e causando dor nos testículos de uma pessoa que assume o papel de masoquista durante a prática. Isso pode envolver desde golpes como chutes, apertões, pisões, joelhadas, tapas, até acessórios como chicotes, chibatas, palmatórias e qualquer outro objeto que for de interesse das pessoas envolvidas. Há também acessórios BDSM especificamente voltados para a prática de tortura nos testículos, como o ball stretcher, o ball crusher e o humbler, que visam facilitar, intensificar ou diversificar a aplicação da dor nessa região.
A figura dominadora da prática de ballbusting é geralmente denominada como ballbuster. As pessoas que exercem esse papel dominante no ballbusting, que são em sua maioria mulheres, geralmente veem essa prática como prazerosa pelo fato dos testículos serem socialmente tratados como o centro da sexualidade masculina (devido à importância dos testículos para o sexo e para a reprodução), então o ato de conseguir ferir fisicamente a masculinidade acaba sendo excitante para a dominadora. Além disso, os testículos são muito sensíveis, então ter o poder de conseguir levar um homem submisso ao chão com pouco esforço e o aspecto psicológico de ter o controle sobre a região mais frágil do corpo de um homem são outros motivos mencionados que causam prazer e atraem ballbusters para essa prática. O ballbusting em si é tido como intimidador, então ter o poder de deixar o submisso aterrorizado também é citado como algo excitante para quem está no papel da dominação.

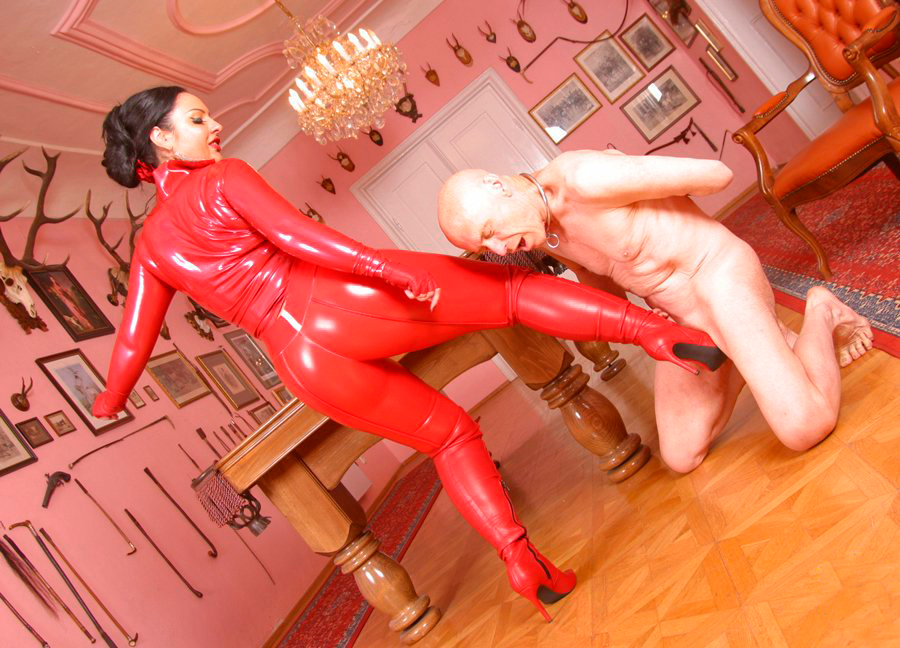
Dominatrix Ezada Sinn, dentro das instalações da Other World Kingdom, praticando ballbusting, fetiche que pode trazer prazer para ambos os sexos.

Por outro lado, homens submissos podem obter prazer com a sensação de vulnerabilidade ao serem torturados nos testículos. Eles apreciam o poder que a pessoa dominante pode ter sobre eles. As endorfinas liberadas durante a dor podem ajudar a estimular o prazer do submisso e, em alguns casos, pode até haver ejaculação durante a prática do ballbusting. Na maioria das vezes a atração pelo ballbusting tem menos a ver com a sensação da dor em si e mais a ver com o abalo psicológico de ter uma mulher infligindo esse tipo específico de dor.
Algumas vezes o ballbusting também está relacionado com a podolatria em geral, portanto, é possível encontrar praticantes de ballbusting que também sentem prazer por pés ou por determinado tipo de calçado como salto alto ou bota de cano longo. As pessoas praticantes de ballbusting que também são adeptas à podolatria muitas vezes têm preferência por golpes que envolvam os pés, como chutes ou pisões.
As gônadas sexuais masculinas são altamente sensíveis a qualquer tipo de impacto ou tortura em geral. Técnicas que envolvam torcer, puxar com muita força ou comprimir de forma muito rápida os testículos são consideradas mais perigosas por possuírem maiores riscos de causarem lesões como ruptura testicular e torção testicular. Porém, como em qualquer outro tipo de atividade BDSM, o ballbusting deve sempre ser praticado de forma consensual e segura, respeitando os limites dos envolvidos. Cada homem tem um nível diferente de tolerância a esse tipo de dor, então a força e a intensidade com que o fetiche é praticado vai de acordo com a resistência do submisso. Alguns adeptos podem aguentar apenas tapas leves e apertões leves nos testículos, enquanto outros podem aguentar um ballbusting com chutes fortes e torturas mais intensas nessa região.

### Castration play
Castration play é um fetiche que visa causar tortura psicológica e/ou física através de ameaças de castração, penectomia ou emasculação, como também simular temporariamente os efeitos ou o procedimento de algum desses itens. Esse jogo psicológico ocorre ao ameaçarem ou simularem a remoção ou inutilização dos testículos e/ou do pênis de alguma forma. Cintos de castidade e negação do orgasmo também são dois fetiches que podem ter relação direta com o CBT e o castration play, justamente por serem fetiches que possuem o poder de inutilizar o prazer masculino. Fantasias de castração podem ser comuns em práticas BDSM como uma forma de humilhação e emasculação do submisso. As pessoas veem prazer nessa tortura psicológica como um ato final de rendição sexual do submisso.
Pessoas adeptas ao castration play costumam fantasiar com a castração real de um homem, mas ela geralmente não ocorre de verdade durante a prática. A maioria das pessoas praticantes não tem interesse em vivenciar uma castração real, apenas em simular e brincar de forma segura com o fetiche. As mulheres praticantes do castration play são comumente denominadas como castratrix, que seria a fusão das palavras castradora e dominatrix.

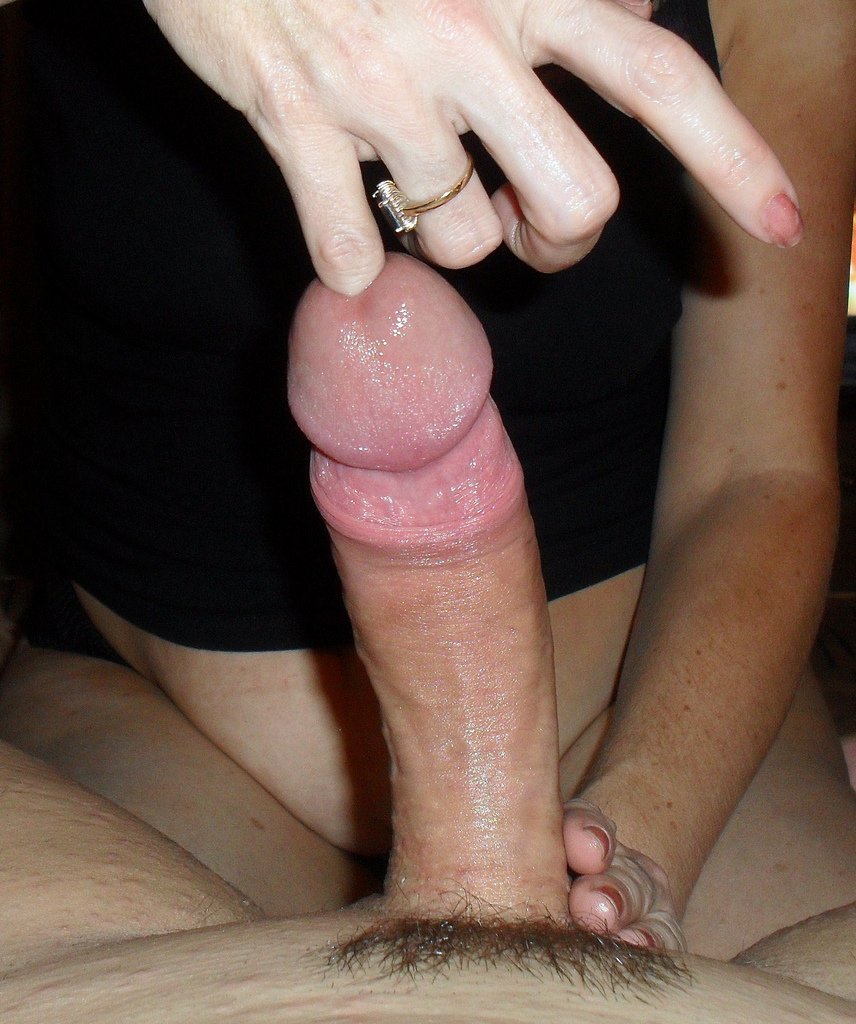
Uma mulher introduzindo um dos dedos na uretra de um homem durante o urethral play.

Objetos cortantes como faca, tesoura, alicate ou dispositivos especificamente voltados para a castração de animais como o burdizzo e o elastrador são elementos comuns nessa prática como uma forma de ameaçar e torturar psicologicamente o submisso através do medo. O elastrador em especial pode ser potencialmente perigoso, pois ele é um alicate utilizado para colocar um anel de borracha apertado ao redor da base do escroto. Então, apesar de ser um objeto comum nesse tipo de fantasia sexual, o elastrador pode causar a castração real do submisso se o anel de elástico for aplicado de verdade no escroto por um longo período.

### Urethral play
Urethral play consiste em causar ou sentir dor e prazer através da introdução de algum objeto na uretra do pênis. A introdução na uretra muitas vezes é feita com objetos de sondagem uretral e até mesmo com o dedo ou com o salto-agulha de um sapato. Há também os chamados penis plugs, que são objetos sexuais de silicone ou aço inoxidável especificamente voltados para essa prática. Penis plugs possuem apenas alguns centímetros de comprimento e geralmente possuem um formato em "T" ou em anel em uma das extremidades para evitar que o dispositivo seja inserido até muito longe.
Essa prática pode trazer muitos riscos de infecções caso não haja uma boa higienização e também podem ocorrer danos na uretra ou na bexiga caso alguém introduza objetos de maneira inapropriada e caso não haja uma boa lubrificação.

## Acessórios

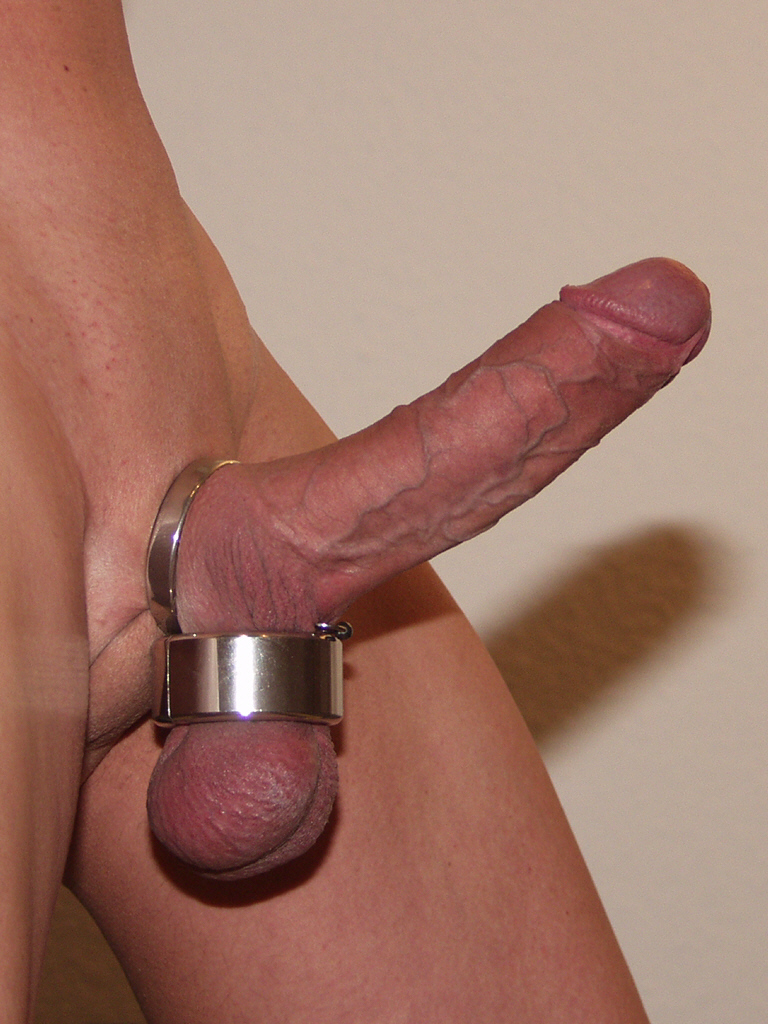
Exemplo de ball stretcher sendo utilizado junto com um anel peniano.

Assim como em outras atividades sexuais, o cock and ball torture pode ser praticado usando brinquedos e dispositivos sexuais para facilitar ou intensificar a tortura no pênis ou nos testículos. Elementos como cordas e correntes são muito comuns nessa prática, mas abaixo estão listados alguns dos dispositivos mais populares que são desenvolvidos especificamente para o CBT.

### Ball stretcher
Ball stretcher é um brinquedo sexual usado para alongar o escroto e proporcionar uma sensação de peso, afastando os testículos do corpo. Esse brinquedo sexual pode ser potencialmente prejudicial aos órgãos genitais masculinos se usado regularmente de maneira exagerada por longos períodos de tempo, pois a circulação do sangue pode ser facilmente cortada se for apertada demais. Ball stretchers podem ser feitos de diferentes materiais como couro, metal, ou silicone, e eles podem variar no tamanho e no quão longe conseguem esticar o escroto.

### Ball crusher
O ball crusher ou ball press é um dispositivo feito de metal, madeira ou acrílico transparente com o objetivo de comprimir os testículos. Ele é composto por duas peças planas, onde cada uma delas é colocada de um lado do escroto. Ao girar uma porca ou parafuso, essas duas superfícies vão se juntando e vão comprimindo lentamente os testículos. O quão apertados estarão os testículos irá depender da tolerância à dor da pessoa em que é usado o acessório. Existem também alguns ball crushers que são eletrificados internamente e possuem diferentes níveis de intensidade de eletrochoque.

### Humbler

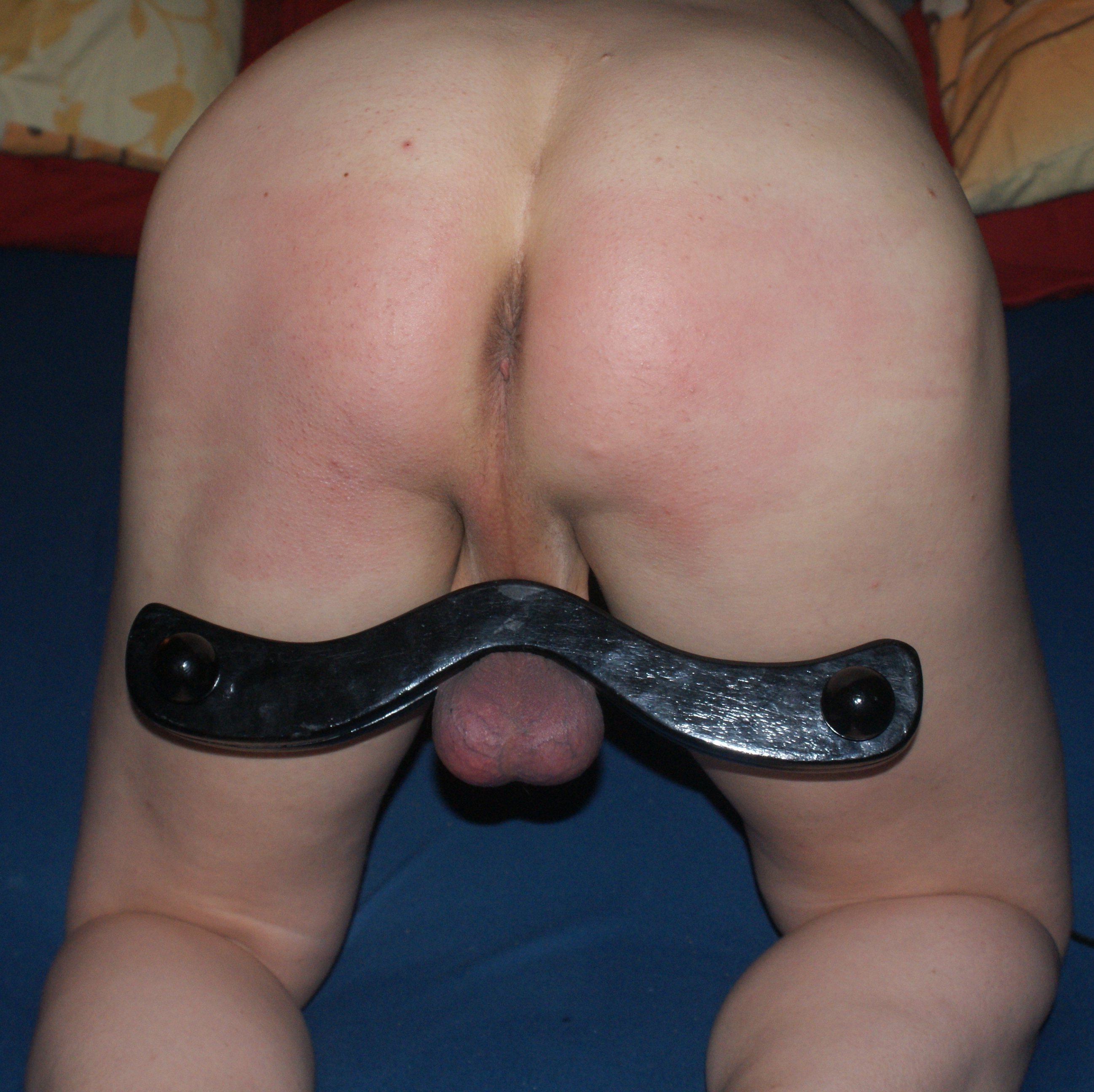
Exemplo de um homem utilizando o humbler.

Humbler é um dispositivo usado para restringir o movimento de um submisso durante uma prática BDSM. O humbler consiste em um dispositivo de braçadeira para os testículos que prende a base do escroto, montado no centro de uma barra que passa atrás das coxas na base das nádegas. Isso força o usuário a manter as pernas dobradas para a frente, pois qualquer tentativa de endireitar as pernas puxa com força o escroto, podendo causar desde um desconforto considerável a uma dor extrema nos testículos.
O humbler é comumente utilizado em práticas de humilhação, pois obriga o submisso a permanecer sempre de joelhos ou de quatro. Para reforçar ainda mais o poder de dominação durante a utilização do humbler, a pessoa que está no papel de dominadora geralmente tem total controle sob a chave do dispositivo. Alguns humblers também podem ser conectados a unidades de eletrochoque, permitindo que alguém administre cargas elétricas nos genitais do parceiro.

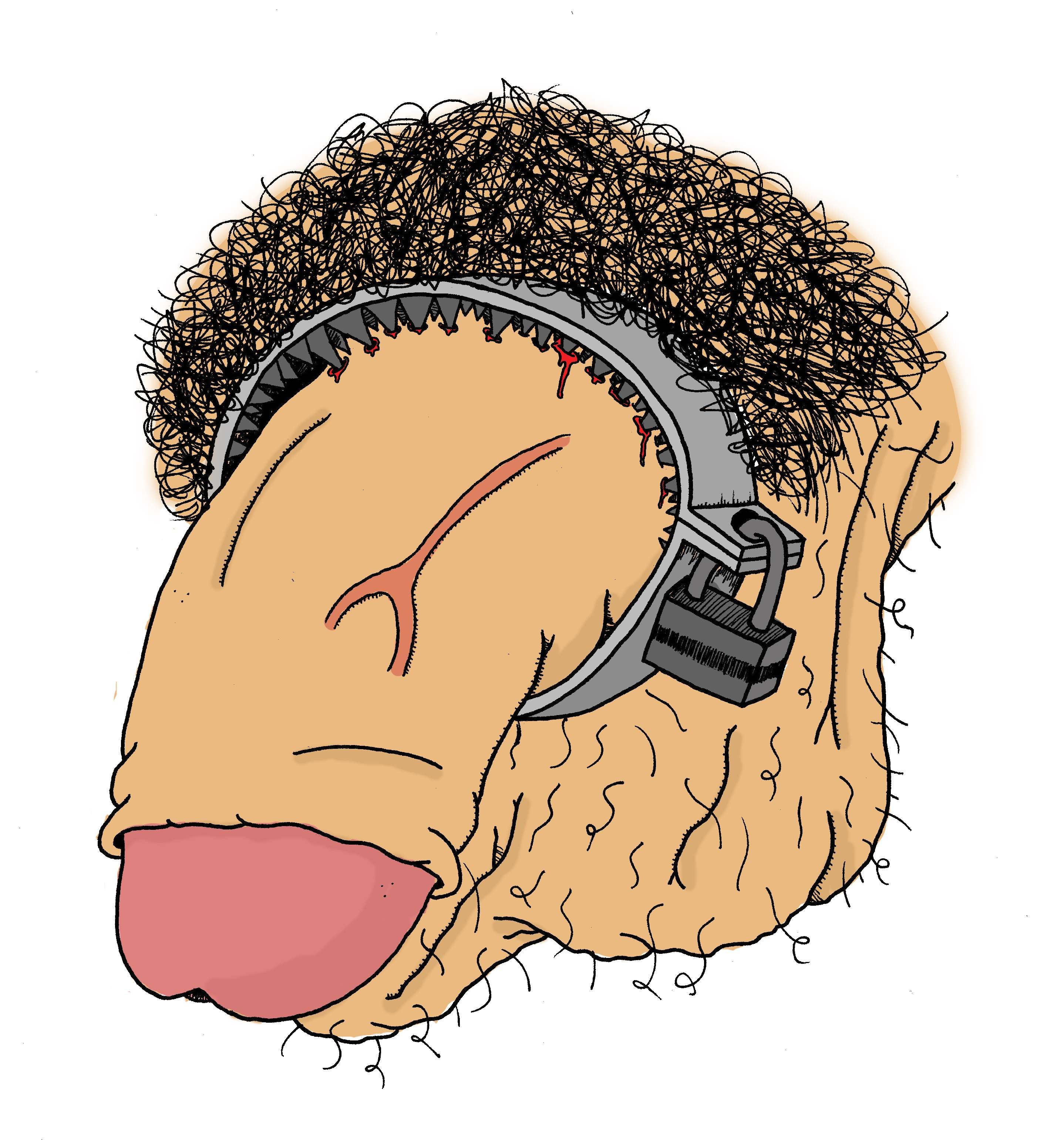
Ilustração de um kali's teeth sendo usado. Apesar de haver sangue na ilustração, o anel jamais deve realmente perfurar a pele se estiver corretamente ajustado. Precauções adequadas devem ser tomadas durante o uso.

### Parachute
Paraquedas ou parachute é um pequeno colarinho em formato de cone, normalmente feito de couro, que é preso ao redor do escroto possibilitando que pesos sejam pendurados. O acessório geralmente possui três ou quatro correntes que permitem que o peso seja distribuído uniformemente, para que não haja mais peso em nenhum dos lados do escroto. Os pesos são colocados ao final dessas correntes e fazem com que o submisso tenha seu escroto puxado constantemente pelo peso do acessório.

### Kali's teeth
Kali's teeth é um brinquedo sexual que está associado com práticas de orgasm denial e cock and ball torture e que geralmente é usado como cinto de castidade. Esse acessório é um bracelete de metal com dezenas de pequenos pregos no interior que causam desconforto quando é preso ao pênis. É conhecido por ser um dispositivo antiereção e antimasturbação, o principal propósito dele é fazer com que o submisso não tenha ereções e orgasmos sem permissão, pois qualquer tipo de ereção irá causar dor devido aos pregos.
A pessoa que exerce a função de dominadora fica com a posse da chave do bracelete e o acessório deve ser ajustado da forma correta para não causar nenhum tipo de lesão ao pênis do submisso. Se o submisso tiver muitas ereções durante o uso do kali's teeth, provavelmente pequenas marcas se formarão ao redor do pênis, porém essas marcas devem desaparecer em poucas horas ou alguns dias. Caso o submisso consiga cumprir as ordens de castidade e evite ter muitas ereções, essas pequenas marcas possivelmente nem aparecerão.